# Álex González (acteur)
Augusto Alejandro José "Álex" González (Madrid, 13 augustus 1980) is een Spaans acteur.

## Biografie
Gónzalez begon zijn carrière met rollen in tv-series. In 2005 speelde hij een rol in de film Segunda asalto en kreeg daarvoor een Goya-nominatie voor beste debuterende acteur. In 2011 speelde hij ook in de Hollywoodfilm X-Men: First Class, waar hij het personage Riptide speelde. Van 2014 tot 2016 speelde hij de hoofdrol in de serie El Princípe en ook in 2018 nam hij een grote rol voor zijn rekening in de serie Vivir sin permiso.  
- Biblioteca Nacional de España: XX1789418
- Bibliothèque nationale de France: cb16628566p (data)
- Catàleg d'autoritats de noms i títols de Catalunya: 981058528856506706
- Gemeinsame Normdatei: 1034067753
- International Standard Name Identifier: 0000 0001 1474 5511
- Library of Congress Control Number: no2008176087
- Nationale Bibliotheek van Tsjechië: pna2014811464
- Système universitaire de documentation: 166290556
- Virtual International Authority File: 71220392
- WorldCat: E39PBJmdqR3XTvVKM833jp6R8C